# ГЕС Іта
ГЕС Іта (порт. Usina Hidrelétrica de Itá) — гідроелектростанція на південному сході Бразилії на межі штатів Санта-Катарина та Ріу-Гранді-ду-Сул. Знаходячись між ГЕС Машадинью (вище по течії) та ГЕС Фос-ду-Шапеко, входить до складу каскаду на річці Уругвай.
У межах проєкту річку перекрили кам'яно-накидною греблею із бетонним облицюванням висотою 125 метрів, довжиною 880 метрів та шириною по гребеню 7 метрів. Перед її зведенням воду відвели за допомогою п'яти тунелів довжиною близько 0,5 км кожен з перетином 14х14 метрів (два тунелі) та 15х17 метрів (три інші). Крім того, споруджено три земляні дамби довжиною 410, 510 та 410 метрів при висоті 22 метри (перші дві) та 29 метрів (остання). Разом всі ці споруди утримують водосховище з площею поверхні 141 км2 та об'ємом 5,1 млрд м3 (корисний об'єм 0,75 млрд м3), рівень поверхні якого в операційному режимі коливається між позначками 364 та 370 метрів НРМ (максимальний рівень на випадок повені сягає 375,7 метра).
Зі сховища ресурс подається до машинного залу через лівобережний масив по каналу/тунелю (точніше — п'яти паралельним тунелям спадаючим діаметром від 8 до 6,8 метра) загальною довжиною близько 0,3 км, а відпрацьована вода повертається в річку по ще коротшому відвідному каналу довжиною 0,2 км. При цьому відстань між греблею та виходом відвідного каналу річищем Уругваю становить 7,3 км.
Машинний зал обладнали п'ятьма турбінами типу Френсіс потужністю по 294,4 МВт (загальна потужність станції 1450 МВт), які при напорі від 82,5 до 105,7 метра (номінальний напір 102 метри) забезпечують виробництво 5,85 млрд кВт·год електроенергії на рік (з можливістю збільшення до 6,3 млрд кВт·год).
Під час спорудження станції для зведення греблі та дамб знадобилось 5,3 млн м3 породи, крім того, було використано 504 тис. м3 бетону, а також проведена виїмка 643 тис. м3 під час створення підземних споруд та 241 тис. м3 з-під води.
Видача продукції здійснюється по ЛЕП, розрахованій на роботу під напругою 525 кВ.